# شکوه صبح (فیلم ۱۹۹۳)
شکوه صبح (به انگلیسی: Morning Glory) فیلمی محصول سال ۱۹۹۳ و به کارگردانی استیون هیلیارد استرن است. در این فیلم بازیگرانی همچون کریستوفر ریو، دبورا رفین، نینا فوخ، هلن شیور و جی.تی. والش ایفای نقش کرده‌اند.